# Ривер-Ги
Ривер-Ги (англ. River Gee) — одно из графств Либерии. Административный центр — город Фиштаун.

## География
Расположено в юго-восточной части страны. Граничит с Кот-д’Ивуаром (на востоке) и графствами: Гранд-Геде (на севере), Синоэ (на западе), Гранд-Кру и Мэриленд (на юге). Площадь составляет 5110 км².

## Население
Население по данным переписи 2008 года — 67 318 человек; средняя плотность населения — 13,17 чел./км². До переписи 2008 года население региона составляло около 75 тыс. человек включая беженцев из соседнего Кот-д’Ивуара, бежавших сюда после военного конфликта 2002 года. Около 92 % населения графства получают большую часть своего дохода от сельского хозяйства.
Динамика численности населения графства по годам:
| 1984   | 2008   | 2013   |
| ------ | ------ | ------ |
| 39 782 | 67 318 | 72 425 |

## Административное деление
В административном отношении делится на 10 округов (население — 2008 г.):
- Чедепо (Chedepo) (10 518 чел.)
- Гбеапо (Gbeapo) (10 934 чел.)
- Гларо (Glaro) (4 992 чел.)
- Карфор (Karforh) (5 956 чел.)
- Нани (Nanee) (6 002 чел.)
- Ньенавликен (Nyenawliken) (5 159 чел.)
- Ньенебо (Nyenebo) (5 703 чел.)
- Потупо (Potupo) (7 337 чел.)
- Сарбо (Sarbo) (5 320 чел.)
- Туобо (Tuobo) (4 868 чел.)